# Idalhond, Khanapur
Idalhond là một làng thuộc tehsil Khanapur, huyện Belgaum, bang Karnataka, Ấn Độ.